# サウジアラビア・リヤル
サウジアラビア・リヤール（アラビア語: ريال سعودي）はサウジアラビア王国で流通する貨幣単位。ISO 4217コードはSAR。補助通貨としてハララ (هللة) があり、1リヤールは100ハララ。サウジアラビア通貨庁（中央銀行に相当）が発行する。

## シンボル

シンボル

サウジアラビア中央銀行は2025年2月にサウジアラビヤ・リヤルの新しいシンボルが国王サルマーン・ビン・アブドゥルアズィーズに承認されたと発表した。

## 紙幣
1961年以降は原則として、最高額紙幣にはイブン・サウード初代国王が、それ以外の紙幣には現国王の肖像が描かれる。そのため、国王が崩御すると紙幣デザインが刷新される。
現在発行されているのは第6シリーズの紙幣で、5、10、20、50、100、200、500リヤール紙幣が発行されている。このシリーズの紙幣は2016年に発行が開始されたが、20リヤールは2020年に、200リヤールは2021年に記念紙幣として発行された。例外的に、最高額の500リヤールの他に200リヤール紙幣にもイブン・サウードの肖像画が用いられている。紙幣の図案は以下の通り。
| 額面        | 表面                     | 裏面                                                                             | 備考                                                                      |
| ----------- | ------------------------ | -------------------------------------------------------------------------------- | ------------------------------------------------------------------------- |
| 5リヤール   | サルマーン現国王         | 花が咲く草原                                                                     |                                                                           |
| 10リヤール  | サルマーン現国王         | キング・アブドゥッラー金融地区（英語: King Abdullah Financial District）の街並み |                                                                           |
| 20リヤール  | サルマーン現国王         | G20参加国に色付けした世界地図                                                    | 2020年G20リヤドサミット（英語: 2020 G20 Riyadh summit）を記念した記念紙幣 |
| 50リヤール  | サルマーン現国王         | アル＝アクサー・モスクと岩のドーム                                               |                                                                           |
| 100リヤール | サルマーン現国王         | 預言者のモスク                                                                   |                                                                           |
| 200リヤール | イブン・サウード初代国王 | アル＝フクム宮殿（英語: Al Hukm Palace）                                         | サウジビジョン2030開始5周年を紀念した記念紙幣                             |
| 500リヤール | イブン・サウード初代国王 | メッカの風景                                                                     |                                                                           |

## 硬貨
硬貨には1, 5, 10, 25, 50ハララと、1, 2リヤールが流通している。こちらも最新シリーズは2016年に発行され、10ハララ以下はニッケルメッキ鋼鉄貨、25, 50ハララは黄銅貨、1, 2リヤールはバイメタル貨となっている。

## 固定相場制
米ドルとの固定相場制を採っており、1ドル＝3.75リヤルである。